# Olympische Sommerspiele 1984/Radsport
Bei den XXIII. Olympischen Sommerspielen 1984 in Los Angeles wurden im Radsport insgesamt acht Wettbewerbe für Männer und einer für Frauen ausgetragen.

## Männer

### Bahn

#### Sprint
| Platz | Land | Athlet           | Zeit              |
| ----- | ---- | ---------------- | ----------------- |
| 1     | USA  | Mark Gorski      | 10,49 s / 10,95 s |
| 2     | USA  | Nelson Vails     | k. A.             |
| 3     | JPN  | Tsutomu Sakamoto | 11,06 s / 11,03 s |

31. Juli bis 3. August

#### 1000 m Zeitfahren
| Platz | Land | Athlet          | Zeit        |
| ----- | ---- | --------------- | ----------- |
| 1     | FRG  | Fredy Schmidtke | 1:06,10 min |
| 2     | CAN  | Curt Harnett    | 1:06,44 min |
| 3     | FRA  | Fabrice Colas   | 1:06,65 min |

30. Juli

#### 4000 m Einerverfolgung
| Platz | Land | Athlet       | Zeit        |
| ----- | ---- | ------------ | ----------- |
| 1     | USA  | Steve Hegg   | 4:39,35 min |
| 2     | FRG  | Rolf Gölz    | 4:43,82 min |
| 3     | USA  | Leonard Nitz | 4:44,03 min |

30. Juli bis 1. August

#### 4000 m Mannschaftsverfolgung
| Platz | Land | Athleten                                               | Zeit        |
| ----- | ---- | ------------------------------------------------------ | ----------- |
| 1     | AUS  | Michael Grenda Kevin Nichols Michael Turtur Dean Woods | 4:25,99 min |
| 2     | USA  | David Grylls Steve Hegg Patrick McDonough Leonard Nitz | 4:29,85 min |
| 3     | FRG  | Reinhard Alber Rolf Gölz Roland Günther Michael Marx   | 4:25,60 min |

2. bis 3. August

#### Punktefahren 50 km
| Platz | Land | Athlet                 | Punkte              |
| ----- | ---- | ---------------------- | ------------------- |
| 1     | BEL  | Roger Ilegems          | 37                  |
| 2     | FRG  | Uwe Messerschmidt      | 15                  |
| 3     | MEX  | José Manuel Youshimatz | 29 (1 Runde zurück) |

31. Juli bis 3. August

### Straße

#### Straßenrennen (190,2 km)
| Platz | Land | Athlet             | Zeit        |
| ----- | ---- | ------------------ | ----------- |
| 1     | USA  | Alexi Grewal       | 4:59:57,0 h |
| 2     | CAN  | Steve Bauer        | 4:59:57,0 h |
| 3     | NOR  | Dag Otto Lauritzen | 5:00:18,0 h |

29. Juli

#### Mannschaftszeitfahren (100 km)

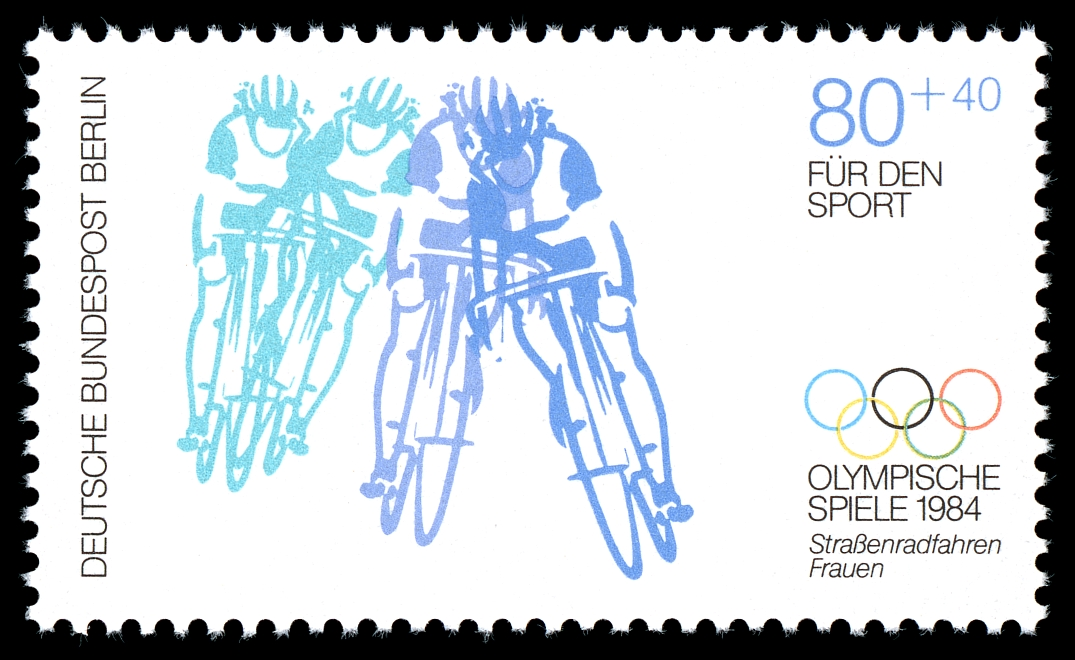
Briefmarke 1984

| Platz | Land | Athleten                                                        | Zeit        |
| ----- | ---- | --------------------------------------------------------------- | ----------- |
| 1     | ITA  | Marcello Bartalini Marco Giovannetti Eros Poli Claudio Vandelli | 1:58:28,0 h |
| 2     | SUI  | Alfred Achermann Richard Trinkler Laurent Vial Benno Wiss       | 2:02:38,0 h |
| 3     | USA  | Ron Kiefel Roy Knickman Davis Phinney Andrew Weaver             | 2:02:46,0 h |

5. August

## Frauen
Straße (79,2 km)
| Platz | Land | Athletin                 | Zeit        |
| ----- | ---- | ------------------------ | ----------- |
| 1     | USA  | Connie Carpenter-Phinney | 2:11:14,0 h |
| 2     | USA  | Rebecca Twigg            | 2:11:14,0 h |
| 3     | FRG  | Sandra Schumacher        | 2:11:14,0 h |

29. Juli